# Phyllanthus eutaxioides
Phyllanthus eutaxioides är en emblikaväxtart som beskrevs av Spencer Le Marchant Moore. Phyllanthus eutaxioides ingår i släktet Phyllanthus och familjen emblikaväxter. Inga underarter finns listade i Catalogue of Life.